# Liste der Naturdenkmale in Murg (Hochrhein)
| Naturdenkmale | Anzahl |
| ------------- | ------ |
| FND           | 0      |
| END           | 3      |
| Gesamt        | 3      |

Die Liste der Naturdenkmale in Murg nennt die verordneten Naturdenkmale (ND) der im baden-württembergischen Landkreis Waldshut liegenden Gemeinde Murg. In Murg gibt es insgesamt drei als Naturdenkmal geschützte Objekte, keines ist ein flächenhaftes Naturdenkmal (FND), alle sind Einzelgebilde-Naturdenkmale (END).
Stand: 1. November 2016.

## Einzelgebilde (END)
| Name                     | Bild | Kennung     | Einzelheiten | Position | Fläche Hektar | Datum         |
| ------------------------ | ---- | ----------- | ------------ | -------- | ------------- | ------------- |
| 1 Birnbaum               |      | 83370760002 | Murg         | ???      | 0,0           | 20. Dez. 1989 |
| 1 Sommerlinde            |      | 83370760001 | Murg         | ???      | 0,0           | 20. Dez. 1989 |
| 2 Linden (Lindengruppe)  |      | 83370760003 | Murg         | ???      | 0,0           | 20. Dez. 1989 |
| Legende für Naturdenkmal |      |             |              |          |               |               |